# Clarence Bicknell
Pour les articles homonymes, voir Bicknell.
 (mars 2023).
Si vous disposez d'ouvrages ou d'articles de référence ou si vous connaissez des sites web de qualité traitant du thème abordé ici, merci de compléter l'article en donnant les références utiles à sa vérifiabilité et en les liant à la section « Notes et références ».
Clarence Bicknell (né à Herne Hill le 27 octobre 1842 et mort à Casterino près de Tende, en Italie à cette époque, le 17 juillet 1918) est un écrivain britannique de langue espéranto, archéologue et botaniste.

## Biographie
Clarence Bicknell est né dans une famille aisée de Herne Hill le 27 octobre 1842. Il est le fils d'Elhanan Bicknell et de sa troisième épouse, Lucinda. En 1865, il est diplômé en mathématiques au Trinity College (Cambridge). Pendant ses années universitaires il s’intéresse à la religion et il devient pasteur.
Après treize ans de vie simple consacrée aux autres, il entre en crise religieuse et décide de voyager et de découvrir le monde. Il visite le Sri Lanka, la Nouvelle-Zélande, etc. et, pour rentrer en Angleterre, il passe par l’Italie et arrive à Finale Ligure en 1878, à 36 ans. Là, on lui signale que l’on cherche un pasteur à Bordighera dont il devient le responsable de l’Église d'Angleterre. Il s’installe à Villa Rosa, nommée ainsi d'après la fille du premier propriétaire de la villa, le révérend Charles Fanshawe (Mme Rosa Walker Fanshawe), mais, après seulement une année, il abandonne définitivement son poste de ministre de l’église anglicane.
Bicknell, cependant, enchanté par l’endroit, décide d'acheter Villa Rosa et de rester à Bordighera, où il se lance dans la botaniquee. En 1881 il rejoint Val Fontanalba sur le mont Bégo, pour étudier la flore locale et il découvre des gravures rupestres qui le fascinent. Ces gravures le frappent tellement qu’il décide de revenir pour une étude plus approfondie en 1885. Cette même année, il publie son livre « Flowering plants and ferns of the Riviera and neighbouring mountains » enrichies de plus de 1 000 illustrations qu’il a réalisées lui-même.
La richesse de ses collections est telle qu'en 1888, il décide d'ouvrir un musée, le Musée Clarence Bicknell. C'est le premier musée de la Ligurie occidentale. L’édifice est inspiré par les églises protestantes et le jardin semble vouloir recueillir la richesse botanique de la région. Dans la grande salle, se tiennent des concerts, conférences et expositions. On peut y admirer, entre autres, les vestiges romains trouvés par Girolamo Rossi à Vintimille.
En 1896, il sort sa deuxième étude sur la flore ligure « Flora of Bordighera and San Remo » L'année suivante, il décide de rester tout l'été à Casterino pour mieux étudier et interpréter les gravures protohistoriques et pour profiter de la richesse des fleurs et des papillons de la région. Chaque été, il quitte Bordighera pour la Vallée des Merveilles pour mieux étudier tout le territoire. En 1905, il construit sa villa de Casterino Casa Fontanalba pour son confort et celui de sa famille, son neveu Edward Elhanan Berry et sa femme Margaret, et naturellement pour pouvoir accueillir les divers savants et amis qui collaborent avec lui.
En 1913, il publie « A guide to the prehistoric rock engravings in the Italian Maritime Alps ». La même année, avec l'aide de la colonie britannique, il construit la nouvelle Bibliothèque civique internationale de Bordighera, pour y entreposer une partie des volumes qui étaient conservés au Musée Bicknell.
Clarence Bicknell étant un fervent espérantiste, il organise un « Centre d'esperanto » à Bordighera et il travaille à la promotion de cette nouvelle langue réalisant lui-même de nombreuses traductions. Il était convaincu que parler une langue commune aurait rapproché les personnes et facilité les relations humaines.
Bicknell fut toujours très actif pour la ville et dans l’aide des autres. Cette approche philanthropique le rapprocha au Père Giacomo Viale, le curé de Bordighera, très actif au niveau social. Il finance par conséquent plusieurs initiatives du moine franciscain, y compris l'achat d'un bâtiment pour le repos des personnes âgées sans ressources. Malheureusement, il ne vit pas son œuvre réalisée car la Première Guerre mondiale éclata. Tout au long de sa vie, Bicknell s’avére être un homme particulièrement humain et éclectique: il s’intéresse à la botanique, l’ornithologie, l’archéologie et la minéralogie. Parmi ses compétences, il acquit une renommée internationale principalement grâce à la découverte et l'étude des pétroglyphes du Mont Bégo. En 1912, il reçut à son domicile de Fontanalba Piero Barocelli chez qui il voit son successeur potentiel dans les études des gravures protohistoriques. Beaucoup des moulages en papier des pétroglyphes de mont Bégo sont encore disponibles pour consultation au Musée Clarence Bicknell de Bordighera.
Bicknell meurt le 17 juillet 1918 dans sa maison de campagne dans le hameau de Casterino de Tende, qui est alors encore en territoire italien.
Il fait don d’une grande partie de ses dessins botaniques à l'Institut botanique de l'université de Gênes ainsi que de ses précieux herbiers. Au musée portant son nom, les papiers qui reproduisent les gravures protohistoriques et la collection de papillons, encore considérées comme l'une des plus belles d'Europe. Après la guerre, en raison des graves problèmes économiques, le musée menace de fermer et de changer de destination, mais le neveu Edward Elhanan Berry et sa femme Margaret sont en mesure de le sauver.
Après une dizaine d’années, Margaret arrive à faire renoncer la commune à l’héritage et crée la fondation « Musée Bicknel ». La collection du Musée a été recueillie en 1937 par Nino Lamboglia directeur de l’Institut international d'études ligures (it). Le Musée Clarence Bicknell. est accessible au public et aux savants qui souhaitent consulter ses documents.

## Bicknell et l’espéranto
Bicknell commence par étudier le Volapük, une langue auxiliaire internationale, mais rapidement il s’intéresse à l’Espéranto et, en 1897, il devient un vrai espérantiste. En 1905, il participe au premier congrès mondial d’espéranto à Boulogne-sur-Mer, en France. Il est très actif dans la transcription des œuvres littéraires de l’espéranto au braille.
En 1910, il crée un groupe espérantiste à Bordighera, et il en devient le président jusqu'à sa mort, survenue en 1918. Il a également appuyé financièrement de nombreuses associations espérantistes.
Il écrit directement de nombreux poèmes en espéranto, certains sont publiés sur les revues La Revuo et The British Esperanto et d’autres ne sont restés que des manuscrits. Il traduit Horatius (de Lord Thomas Babington Macauley, 1906); Guinevere (de Alfred Tennyson, 1907); Rikoltado de la pecoj (de Julian Sturgis); Ŝakludo, (une partie du Le jeu d'échecs de Giuseppe Giacosa, 1915).

## Galerie photographique

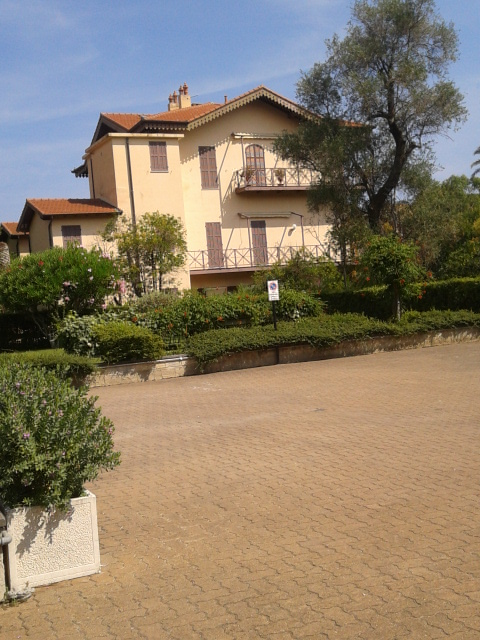
Villa Rosa, Bordighera
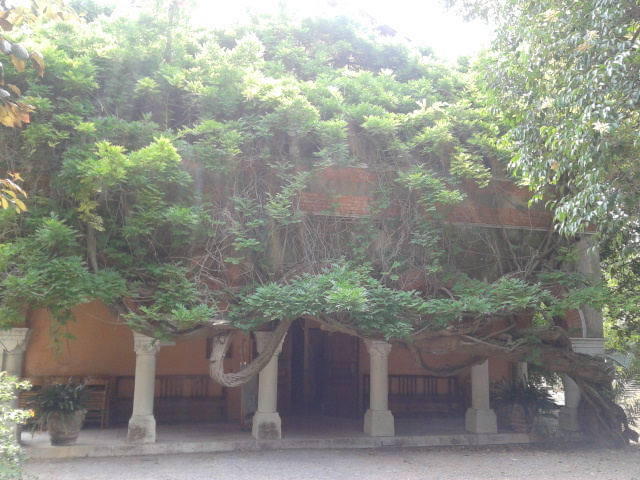
Musée Clarence Bicknell, façade
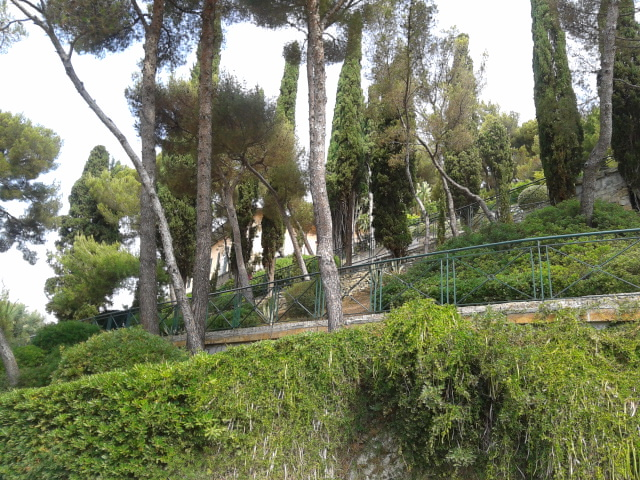
Parc de la villa Monte Verde, residence privée de Edward et Margaret Berry
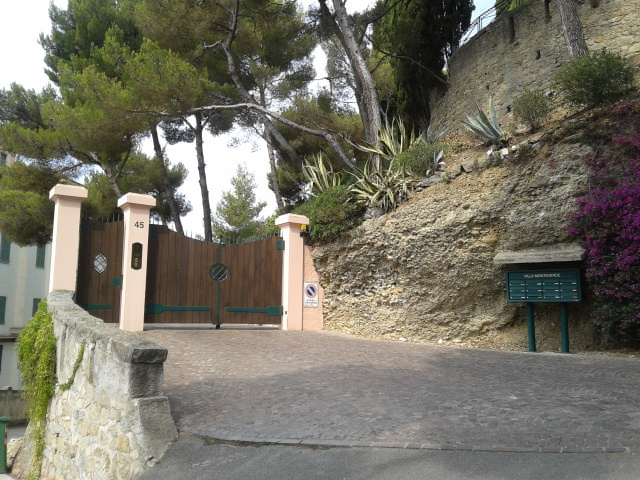
Villa Monte Verde, entrée

## Œuvres
- (en) Clarence Bicknell, Flora of Bordighera and San Remo or a catalogue of the wild plants growing in western Liguria in the area bounded by the outer watersheds of the Arma and Nervia torrents, Bordighera, Ed. Pietro Gibelli, 1896